# 17 mei
17 mei is de 137ste dag van het jaar (138ste dag in een schrikkeljaar) in de gregoriaanse kalender. Hierna volgen nog 228 dagen tot het einde van het jaar.

## Gebeurtenissen
- Algemeen
  - 1642 - De huidige stad Montreal, wordt gesticht onder de naam Ville Marie. Het is de derde nederzetting in de kolonie Nieuw-Frankrijk.
  - 1803 - Karel Willem van Nassau-Usingen wordt opgevolgd door zijn broer Frederik August.
  - 1978 - In 's-Hertogenbosch wordt de eerste glasbak van Nederland geplaatst.
  - 1995 - Bij een politiebureau in een buitenwijk van Algiers ontploft een zware autobom. Er vallen dertien gewonden, van wie er zes in een ziekenhuis moeten worden opgenomen.
  - 2013 - De Pavlof-vulkaan in Alaska, een van de onrustigste vulkanen in het gebied, blaast een aswolk 4,5 kilometer de lucht in.
  - 2014 - In Laos komen 16 mensen om het leven als een vliegtuig neerstort in de rivier de Mekong. Onder hen de minister van Defensie Douangchay Phichit.[1]
  - 2023 - De Franse ex-president Nicolas Sarkozy is in hoger beroep veroordeeld tot drie jaar gevangenisstraf, waarvan één jaar effectief, voor corruptie en beïnvloeding in een afluisteraffaire. Hij mocht zijn straf thuis uitzitten met een elektronische enkelband.[2]
- Gezondheid
  - 1990 - De WHO schrapt homoseksualiteit uit de lijst van geestesziekten.
- Infrastructuur
  - 1884 - In New York marcheren eenentwintig olifanten (waaronder Jumbo) en zeventien kamelen over de Brooklyn Bridge om het vertrouwen in de brug te herstellen.
  - 1920 - Het eerste verkeersvliegtuig landt op Schiphol.
- Muziek
  - 1846 - Adolphe Sax vraagt octrooi aan op de saxofoon.
- Oorlog
  - 1940 - Tweede Wereldoorlog: Na het bombardement op Middelburg wordt de strijd in Zeeland opgegeven, drie dagen nadat Nederland capituleerde.
  - 1940 - Tweede Wereldoorlog: Duitsland bezet Brussel.
  - 1940 - Hitler bepaalt dat Nederland geen militair, maar een civiel Duits bestuur zal krijgen.
  - 1943 - Tweede Wereldoorlog: 617 squadron van de Royal Air Force breekt met Operatie Chastise twee dammen in het Duitse Ruhrgebied.
  - 1995 - De Ghanese president Jerry Rawlings verwijt West-Afrikaanse staten de mond vol te hebben over het bevorderen van vrede in het door oorlog geteisterde Liberia, maar intussen de oorlogvoerende partijen van wapens te voorzien.
- Politiek
  - 1945 - De Stichting van de Arbeid wordt opgericht, een overlegorgaan tussen overheid, werkgevers en werknemers.
  - 1954 - Het Amerikaanse Hooggerechtshof geeft een arrest in de zaak Brown vs. The Board of Education waardoor de Amerikaanse middelbare scholen gedesegregeerd worden.
  - 1955 - Het derde kabinet Drees komt ten val nadat de ontwerphuurwet door de Tweede Kamer is verworpen.
  - 1957 - Massabijeenkomst bij het Lincoln Memorial te Washington. Sprekers onder anderen ds. Martin Luther King jr.
  - 1989 - In Peking demonstreren een miljoen mensen voor democratische hervormingen.
  - 1995 - De nieuwe Franse president Jacques Chirac benoemt als eerste politieke daad Alain Juppé tot premier.
  - 2004 - Vanaf 17 mei mogen in de Amerikaanse deelstaat Massachusetts mensen van hetzelfde geslacht met elkaar in het huwelijk treden.
- Religie
  - 352 - Paus Liberius volgt Julius I op, tijdens zijn pontificaat steunt hij het arianisme en verwerpt de Geloofsbelijdenis van Athanasius.
  - 1570 - Paus Pius V creëert zestien nieuwe kardinalen, onder wie de Italiaanse bisschop van Sant'Agata dei Goti Felice Peretti Montalto en de in 1772 zalig verklaarde Italiaanse bisschop van Piacenza Paolo Burali d'Arezzo.
  - 1706 - Paus Clemens XI creëert twintig nieuwe kardinalen, onder wie de curieprelaat Lorenzo Corsini.
  - 2003 - Oprichting van de Rooms-katholieke Bisschoppelijke Hiërarchie in Kazachstan met het Aartsbisdom Astana en de bisdommen Almaty en Karaganda.
- Sport
  - 1937 - In Solna wordt het Råsundastadion geopend.
  - 1939 - Oprichting van de Portugese voetbalclub GD Estoril-Praia.
  - 1975 - Het Nederlands voetbalelftal speelt in Frankfurt met 1-1 gelijk tegen regerend wereldkampioen West-Duitsland in een vriendschappelijke wedstrijd. Herbert Wimmer en Wim van Hanegem maken de doelpunten.
  - 1980 - Feyenoord wint de beker in een zinderende finale tegen landskampioen Ajax, in De Kuip. Het wordt 3-1 nadat de Amsterdammers eerst op voorsprong komen. De gestopte strafschop door Joop Hiele lijkt het keerpunt te zijn.
  - 1995 - De rechtbank in München heft de schorsing van Katrin Krabbe op. De atlete was op 22 augustus 1993 door de IAAF voor twee jaar geschorst wegens onsportief gedrag.
  - 2000 - Galatasaray wint de UEFA Cup. In de finale in Kopenhagen zegeviert de Turkse voetbalclub na strafschoppen (4-1) ten koste van het Engelse Arsenal.
  - 2006 - Barcelona wint de Champions League. In de finale in Parijs wint Barça van Arsenal met 2-1.
  - 2009 - SC Heerenveen wint de KNVB beker door te winnen van FC Twente. De Friezen winnen na strafschoppen, nadat het na verlenging 2-2 staat. Het is de eerste hoofdprijs voor de club uit Heerenveen
  - 2013 - De Colombiaanse spits Carlos Bacca van Club Brugge ontvangt de trofee voor Profvoetballer van het Jaar.
  - 2024 - De 4e editie van de eendaagse wielerwedstrijd Veenendaal-Veenendaal Classic voor vrouwen wordt gewonnen door de Nederlandse Riejanne Markus, na een solo van ruim 10 km. De Italiaanse Barbara Guarischi wordt tweede en de Belgische Marthe Truyen wordt derde.[3]
- Wetenschap en technologie
  - 1630 - De Italiaanse astronoom Niccolò Zucchi ontdekt de wolkengordels op de planeet Jupiter.
  - 1974 - NASA lanceert met een Delta raket de eerste Synchronous Meteorological Satellite, SMS-1. Doel van de missie is het vanuit een geostationaire baan observeren van meteorologische condities.[4]
  - 1979 - In Tennessee wordt de hoogste spanning ooit opgewekt: 3,215 * 108 volt.

## Geboren

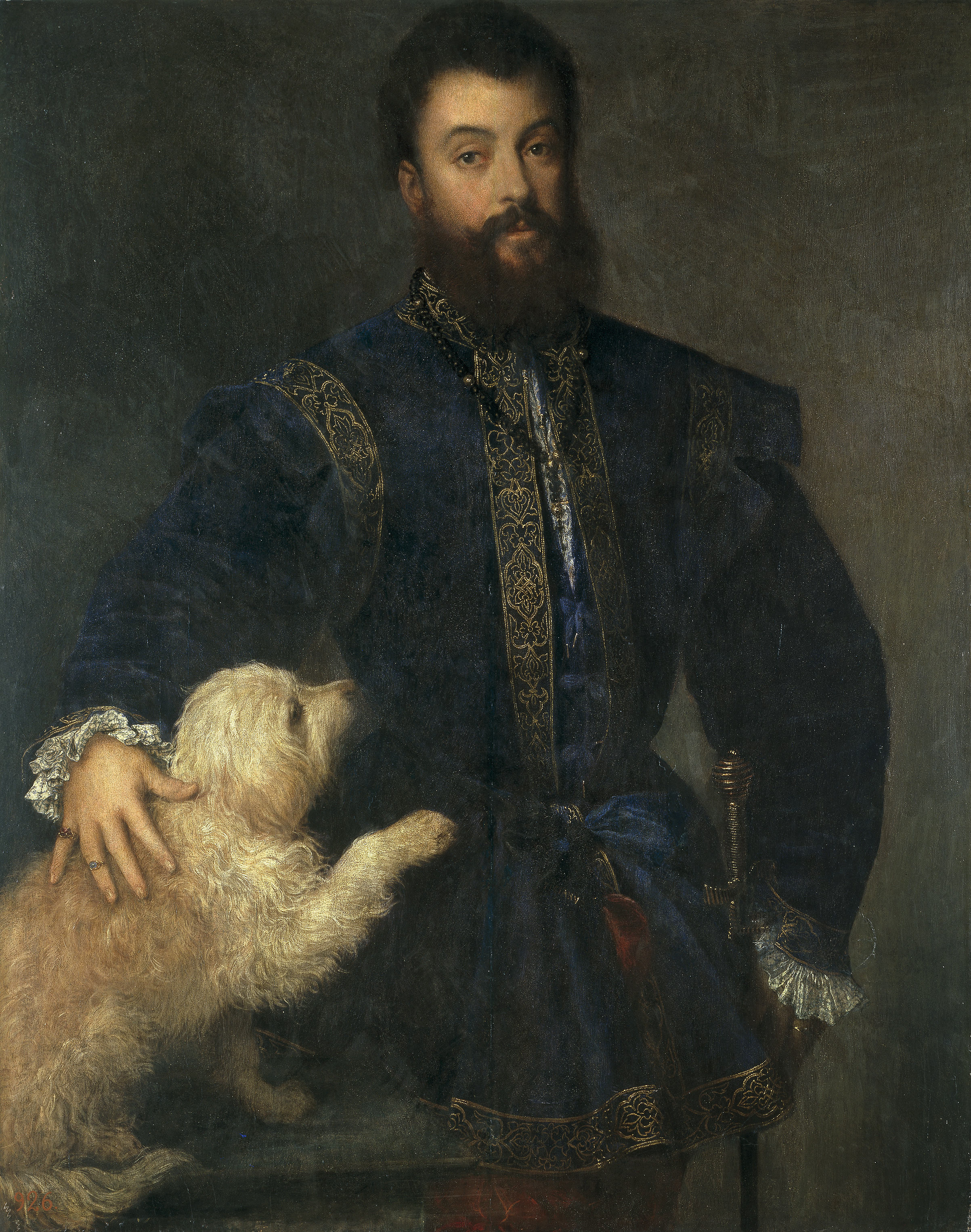
Frederik II Gonzaga,
geboren in 1500

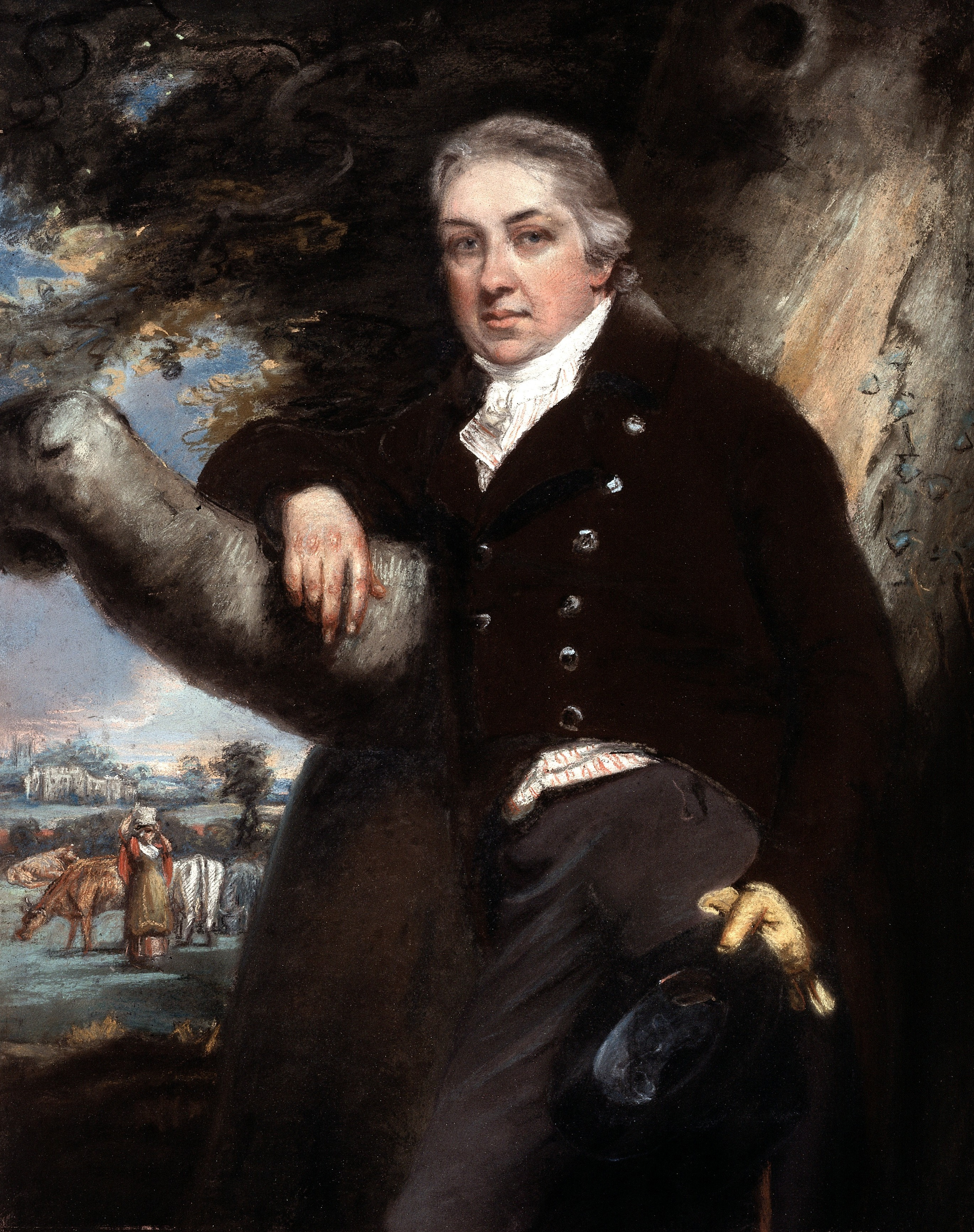
Edward Jenner,
geboren in 1749

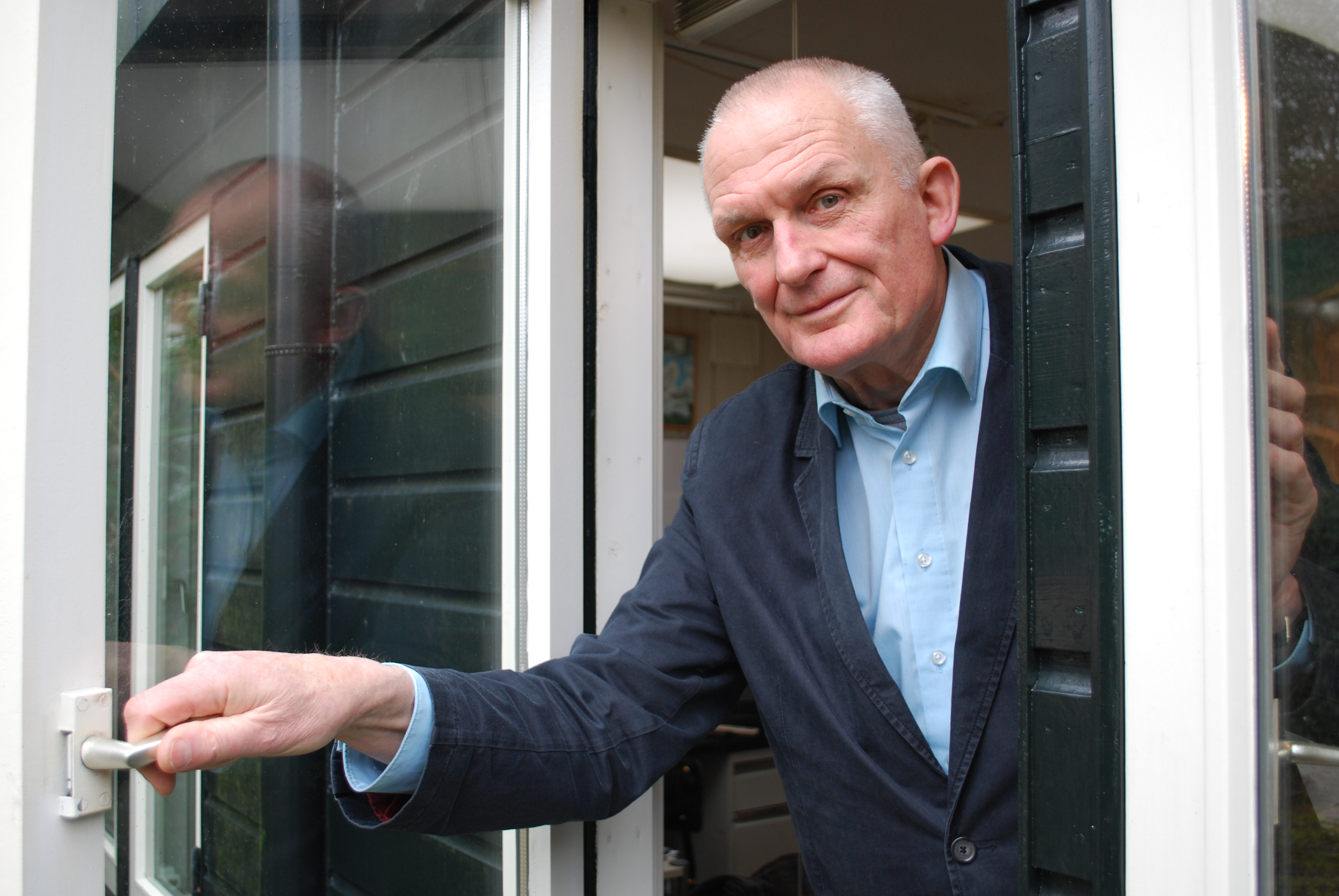
Wim de Bie,
geboren in 1939

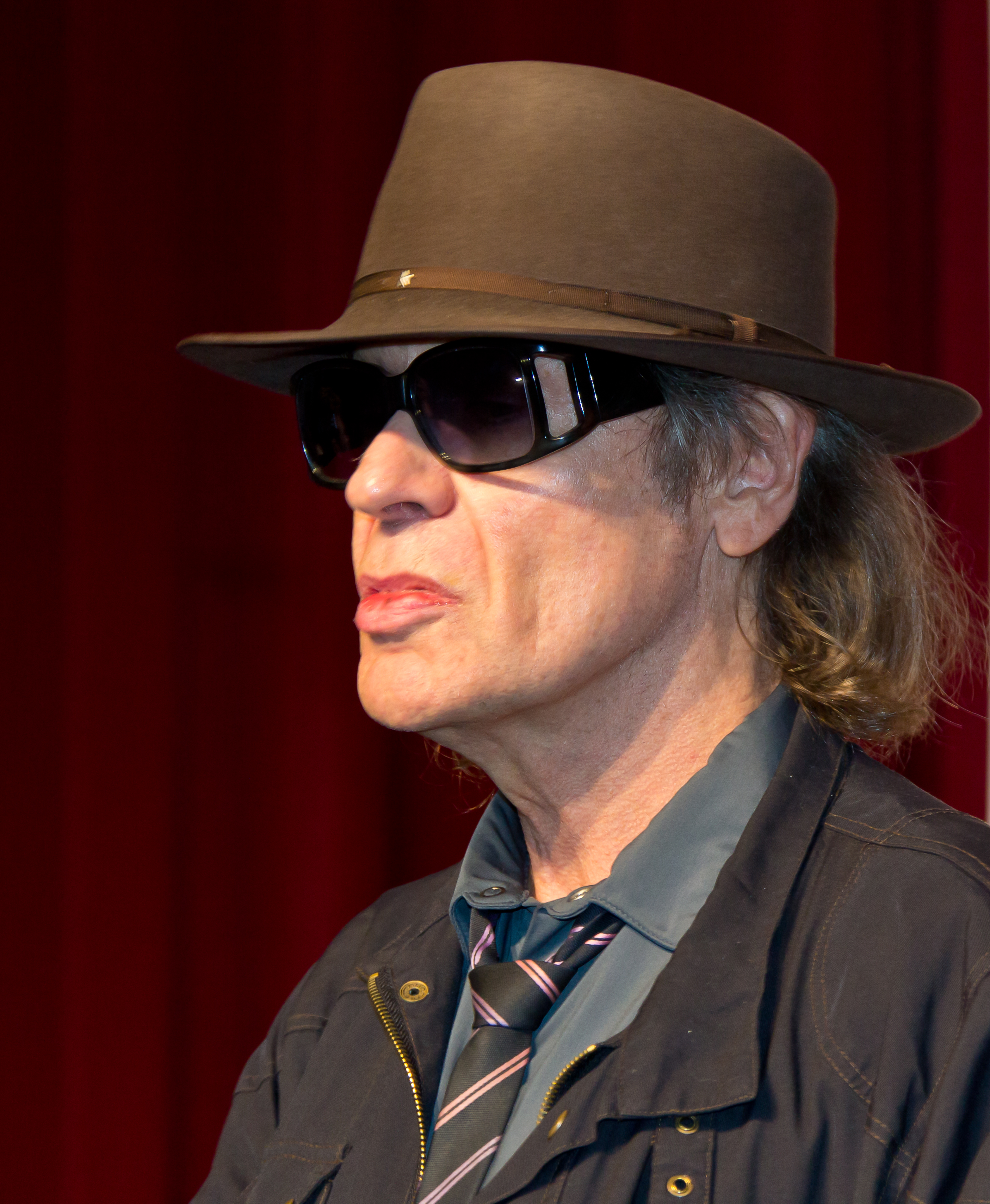
Udo Lindenberg,
geboren in 1946

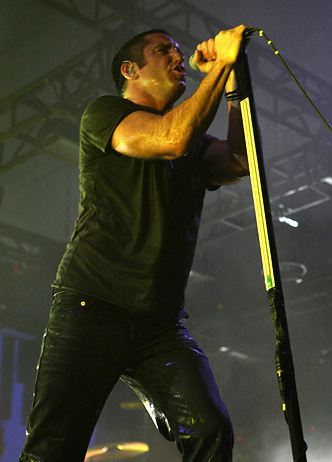
Trent Reznor,
geboren in 1965

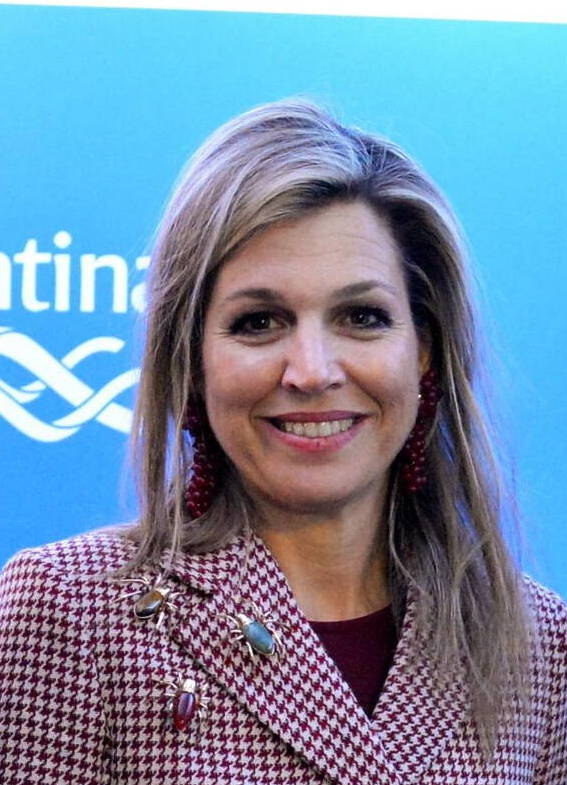
Máxima Zorreguieta,
geboren in 1971

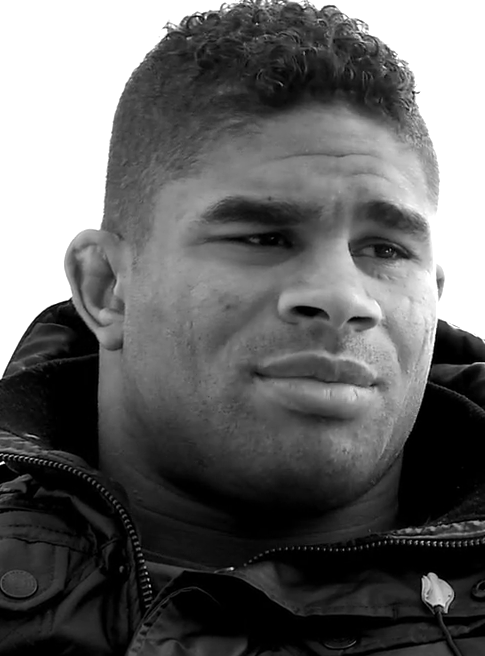
Alistair Overeem,
geboren in 1980

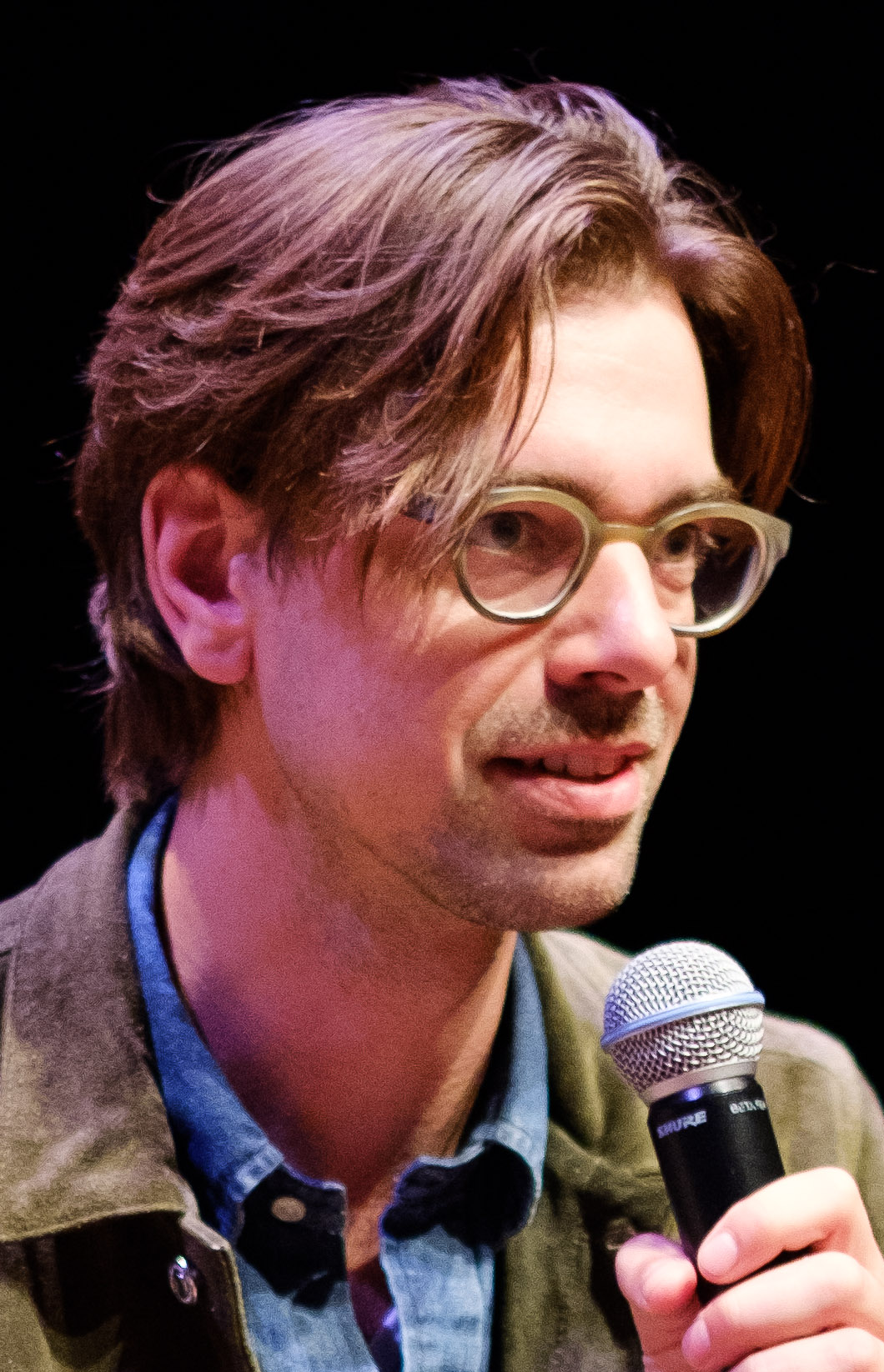
Ruben Terlou,
geboren in 1985

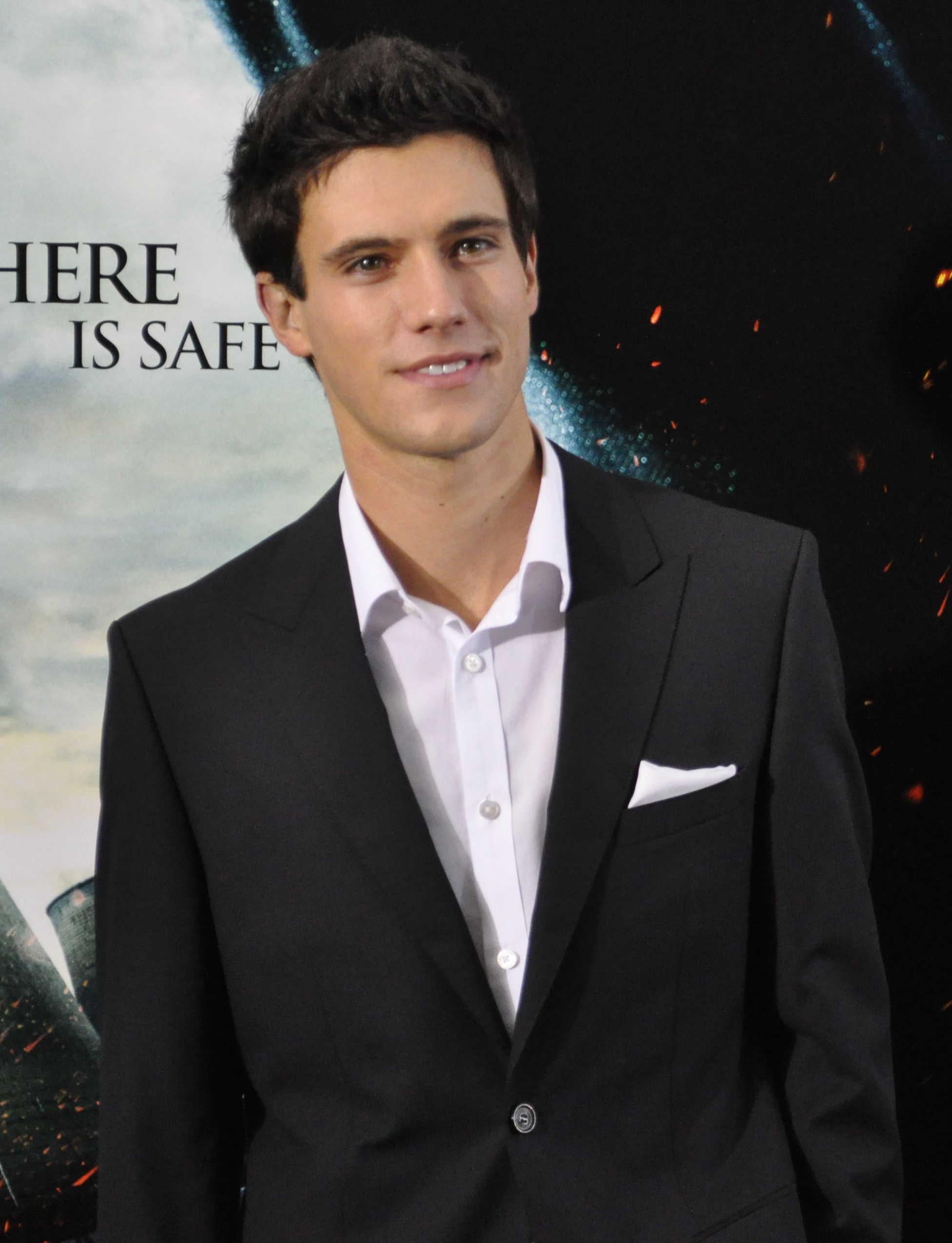
Drew Roy,
geboren in 1986

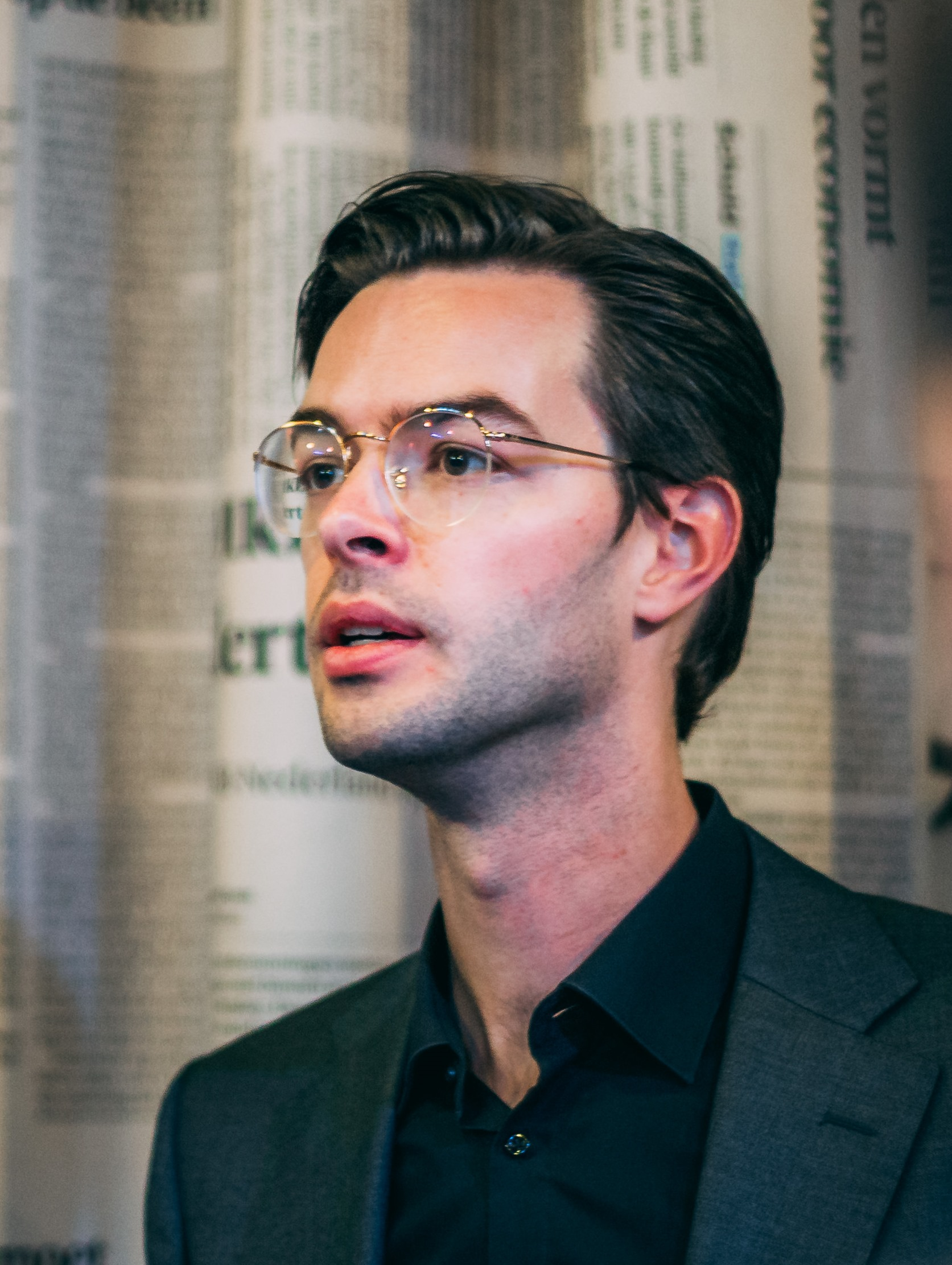
Tex de Wit,
geboren in 1986

- 1500 - Frederik II Gonzaga, Italiaans markgraaf (overleden 1540)
- 1749 - Edward Jenner, Brits arts en ontdekker van het vaccinatieprincipe (overleden 1823)
- 1821 - Sebastian Kneipp, Duits geestelijke en alternatief genezer (overleden 1897)
- 1836 - Virginie Loveling, Belgisch schrijfster (overleden 1923)
- 1836 - Wilhelm Steinitz, Tsjechisch-Oostenrijks schaker (overleden 1900)
- 1858 - Mary Adela Blagg, Engels astronoom (overleden 1944)
- 1866 - Erik Satie, Frans componist en pianist (overleden 1925)
- 1870 - Newton Moore, 8e premier van West-Australië (overleden 1936)
- 1883 - Cor Bruijn, Nederlands schrijver van streekromans (overleden 1978)
- 1889 - Alfonso Reyes, Mexicaans schrijver (overleden 1959)
- 1898 - Karl Mauss, Duits generaal (overleden 1959)
- 1904 - Jean Gabin, Frans filmacteur (overleden 1976)
- 1909 - Karl Schäfer, Oostenrijks kunstschaatser en zwemmer (overleden 1976)
- 1911 - Maureen O'Sullivan, Iers actrice (overleden 1998)
- 1912 - Archibald Cox, Amerikaans advocaat, hoogleraar en openbaar aanklager (overleden 2004)
- 1912 - Mary Kenner, Amerikaans uitvinder (overleden 2006)
- 1912 - Sylvain Vallée, Belgisch oudste man van de Benelux (overleden 2021)
- 1913 - Waldemar de Brito, Braziliaans voetballer (overleden 1979)
- 1918 - Birgit Nilsson, Zweeds sopraan (overleden 2005)
- 1919 - Antonio Aguilar, Mexicaans zanger en acteur (overleden 2007)
- 1920 - Adhémar d'Alcantara, Belgisch politicus en burgemeester (overleden 2012)
- 1920 - Lydia Wideman, Fins langlaufster (overleden 2019)
- 1921 - Pete Felleman, Nederlands (eerste) diskjockey (overleden 2000)
- 1922 - Wim Zwiers, Nederlands schilder en graphicus (overleden 2019)
- 1924 - Othón Salazar, Mexicaans onderwijzer, activist en politicus (overleden 2008)
- 1925 - Michel de Certeau, Frans jezuïet en wetenschapper (overleden 1986)
- 1926 - Tenniel Evans, Brits acteur (overleden 2009)
- 1926 - Harry Shlaudeman, Amerikaans diplomaat (overleden 2018)
- 1929 - Piet Wijn, Nederlands striptekenaar (overleden 2010)
- 1931 - David Clapham, Zuid-Afrikaans autocoureur (overleden 2005)
- 1932 - Miloslav Vlk, Tsjechisch kardinaal-aartsbisschop van Praag (overleden 2017)
- 1933 - Thérèse Steinmetz, Nederlands zangeres, actrice en kunstschilderes
- 1934 - Friedrich-Wilhelm Kiel, Duits politicus (overleden 2022)
- 1934 - Ronald Wayne, Amerikaans elektronica-specialist (Apple)
- 1935 - Dennis Potter, Engels toneelschrijver (overleden 1994)
- 1936 - Philippe Boesmans, Belgisch componist (overleden 2022)
- 1936 - Dennis Hopper, Amerikaans acteur en regisseur (overleden 2010)
- 1936 - Herman Verbeek, Nederlands priester en politicus (overleden 2013)
- 1938 - Pim Levelt, Nederlands psycholinguïst
- 1938 - Trinus Riemersma, Fries schrijver (overleden 2011)
- 1938 - André Valardy, Belgisch acteur, komiek en filmregisseur (overleden 2007)
- 1939 - Wim de Bie, Nederlands televisiemaker en schrijver (overleden 2023)
- 1939 - Kea Homan, Nederlands schilder en graficus (overleden 2024)
- 1940 - Adel Imam, Egyptisch acteur
- 1940 - Alan Kay, Amerikaans informaticus
- 1941 - Hanshan Roebers, Nederlands monumentaal ontwerper
- 1942 - Tom Turesson, Zweeds voetballer (overleden 2004)
- 1945 - César Augusto da Silva Lemos (César Maluco), Braziliaans voetballer
- 1945 - Leah Thys, Belgisch actrice
- 1946 - Udo Lindenberg, Duits zanger
- 1948 - Bob Hiensch, Nederlands diplomaat (overleden 2025)
- 1948 - Mikko Kozarowitzky, Fins autocoureur
- 1948 - Winfried Kretschmann, Duits politicus
- 1948 - Ivan Wolffers, Nederlands arts schrijver en hoogleraar (overleden 2022)
- 1949 - Bill Bruford, Brits drummer
- 1949 - Alphonse Constantin, Belgisch voetbalscheidsrechter
- 1950 - Janez Drnovšek, president van Slovenië (overleden 2008)
- 1951 - Frank Visser, Nederlands rechter (De Rijdende Rechter)
- 1952 - Bernhard Brink, Duits schlagerzanger en presentator
- 1952 - Jody Pijper, Nederlands zangeres
- 1952 - Dolf van de Vegte, Nederlands mediaproducent en omroepdirecteur (overleden 2019)
- 1953 - Jack de Heer, Nederlands-Canadees ijshockeyer
- 1953 - Kassim-Zjomart Tokajev, Kazachstaans politicus; president sinds 2019
- 1954 - Annie Abrahams, Nederlands beeldend kunstenares, kunstdocente en curator
- 1955 - Bill Paxton, Amerikaans acteur (overleden 2017)
- 1956 - Sugar Ray Leonard, Amerikaans bokser
- 1956 - Bob Saget, Amerikaans acteur en televisiepresentator (overleden 2022)
- 1956 - Dave Sim, Canadees striptekenaar
- 1957 - Peter Høeg, Deens schrijver
- 1957 - Paul van Kemenade, Nederlands jazzsaxofonist
- 1957 - Dirk De Nef, Belgisch componist en dirigent
- 1958 - Paul Di'Anno (Paul Andrews), Brits zanger (overleden 2024)
- 1958 - Susan Wiggs, Amerikaans schrijfster
- 1961 - Enya, Iers zangeres
- 1962 - Craig Ferguson, Schots/Amerikaans talkshowhost en stand-upcomedian
- 1963 - Jan Vonka, Tsjechisch autocoureur
- 1964 - Michiel Braam, Nederlands jazzpianist
- 1964 - Alfons Groenendijk, Nederlands voetballer en voetbaltrainer
- 1965 - Ralph Saenz, Amerikaans zanger (Steel Panther)
- 1965 - Trent Reznor, Amerikaans zanger (Nine Inch Nails)
- 1966 - Jasper Faber, Nederlands acteur
- 1966 - Henrik Larsen, Deens voetballer
- 1967 - Kelsey Nakanelua, sprinter uit Amerikaans-Samoa
- 1968 - Pieter Litjens, Nederlands politicus en bestuurder
- 1968 - Saskia Temmink, Nederlands actrice
- 1969 - Anjelina Belakovskaia, Oekraïens-Amerikaans schaakster
- 1969 - José Chamot, Argentijns voetballer
- 1970 - Renzo Furlan, Italiaans tennisser
- 1970 - Jordan Knight, Amerikaans zanger (New Kids on the Block)
- 1970 - Martine Sandifort, Nederlands kleinkunstenares
- 1971 - Stella Jongmans, Nederlands atlete
- 1971 - Ronny Mosuse, Belgisch zanger en presentator
- 1971 - Máxima Zorreguieta, Koningin der Nederlanden
- 1972 - Elena Pampoulova, Bulgaars-Duits tennisspeelster (overleden 2023)
- 1972 - Erik-Jan Rosendahl, Nederlands radio-co-host
- 1972 - Natascha Scheffers, Nederlands zangeres (Close II You)
- 1973 - Josh Homme, Amerikaans muzikant (Queens of the Stone Age) en producer
- 1973 - Michiel de Jong, Nederlands acteur
- 1974 - Andrea Corr, Iers zangeres (The Corrs)
- 1974 - Damiano Tommasi, Italiaans voetballer
- 1975 - Wolfram Kurschat, Duits mountainbiker
- 1976 - Daniel Komen, Keniaans atleet
- 1976 - Mayte Martínez, Spaans atlete
- 1976 - Kirsten Vlieghuis, Nederlands zwemster
- 1977 - Anders Södergren, Zweeds langlaufer
- 1978 - Stefan Herbst, Duits zwemmer
- 1978 - Paddy Kenny, Iers voetballer
- 1979 - Joan Jepkorir Aiyabei, Keniaans atlete
- 1980 - Juan Arango, Venezolaans voetballer
- 1980 - Fredrik Kessiakoff, Zweeds wielrenner
- 1980 - Aleksandr Mojsejenko, Oekraïens schaker
- 1980 - Alistair Overeem, Nederlands MMA-vechter en kickbokser
- 1980 - Ariën van Weesenbeek, Nederlands drummer
- 1981 - Beñat Albizuri, Spaans wielrenner
- 1981 - Shiri Maimon, Israëlisch zangeres
- 1981 - Julia Soldatova, Russisch kunstschaatsster
- 1982 - Vjosa Osmani, Kosovaars politica en president
- 1982 - Tony Parker, Belgisch-Frans basketballer
- 1983 - Nicky Hofs, Nederlands voetballer
- 1983 - Danko Lazović, Servisch voetballer
- 1983 - Manuel Olmedo, Spaans atleet
- 1984 - Cristian Bolaños, Costa Ricaans voetballer
- 1984 - Igor Denisov, Russisch voetballer
- 1984 - Alejandro Edda, Mexicaans-Amerikaans acteur
- 1984 - Christine Ohuruogu, Brits atlete
- 1985 - Teófilo Gutiérrez, Colombiaans voetballer
- 1985 - Emil Sitoci, Nederlands professioneel worstelaar
- 1985 - Ruben Terlou, Nederlands fotograaf en documentairemaker
- 1985 - Greg Van Avermaet, Belgisch wielrenner
- 1986 - Bojan Jokić, Sloveens voetballer
- 1986 - Marcello Puglisi, Italiaans autocoureur
- 1986 - Erin Richards, Welsh actrice
- 1986 - Drew Roy, Amerikaans acteur
- 1986 - Tex de Wit, Nederlands cabaretier en stand-upcomedian
- 1987 - Edvald Boasson Hagen, Noors wielrenner
- 1987 - Aleandro Rosi, Italiaans voetballer
- 1988 - Marius Kipserem, Keniaans atleet
- 1988 - Erik Lesser, Duits biatleet
- 1988 - Granddi Ngoyi, Frans voetballer
- 1988 - Nikki Reed, Amerikaans actrice en scriptschrijfster
- 1989 - Armaan Ebrahim, Indiaas autocoureur
- 1989 - Patricia van Haastrecht, Nederlands zangeres en musicalactrice
- 1989 - Tim Sluiter, Nederlands golfer
- 1989 - Tessa Virtue, Canadees kunstschaatsster
- 1990 - Sonny Colbrelli, Italiaans wielrenner
- 1991 - Matthew Ladley, Amerikaans snowboarder
- 1991 - Daniel Curtis Lee, Amerikaans acteur
- 1993 - Anna Kirschbaum, Duits voetbalster
- 1993 - Aku Pellinen, Fins autocoureur
- 1993 - Rafa Silva, Portugees voetballer
- 1996 - Timo Wils, Nederlands acteur
- 1999 - David Mobärg, Zweeds freestyleskiër
- 2000 - Minna Atherton, Australisch zwemster
- 2000 - Kyarha van Tiel, Nederlands kunstschaatsster
- 2001 - Benedict Hollerbach, Duits voetballer
- 2002 - Luca Ferrara, Belgisch voetballer
- 2002 - Julia Kassen, Duits voetbalster
- 2002 - Léon Marchand, Frans zwemmer
- 2006 - Oscar Schwartau, Deens voetballer
- 2007 - Emily Nahon, Nederlands voetbalster
- 2016 - Aartshertogin Anna Astrid van Oostenrijk-Este, lid van de Belgische koninklijke familie

## Overleden

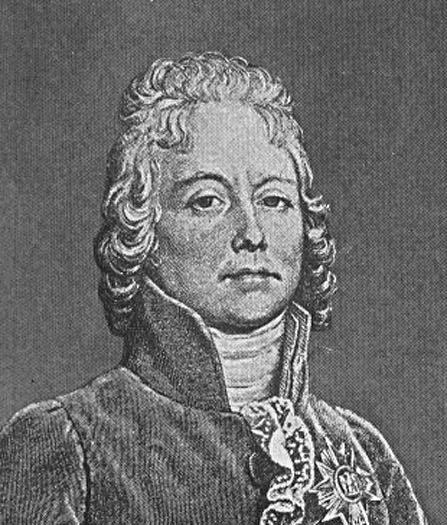
Charles-Maurice de Talleyrand-Périgord,
overleden in 1838

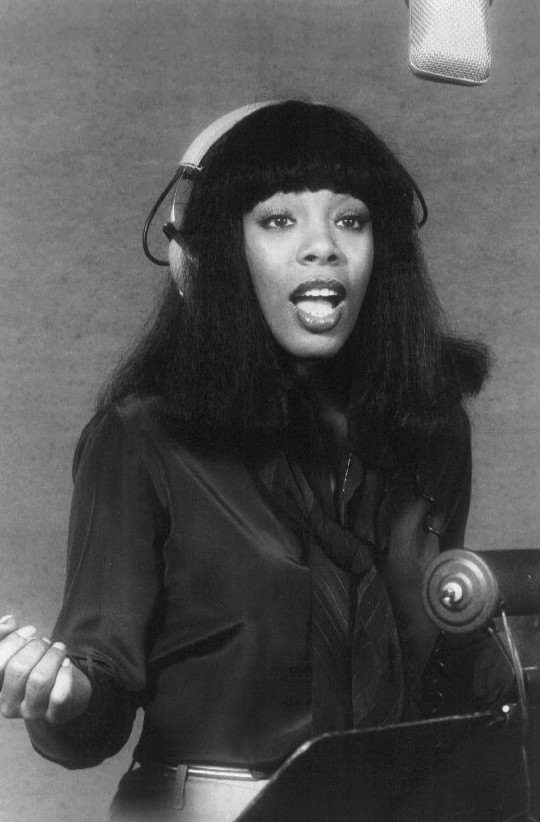
Donna Summer,
overleden in 2012

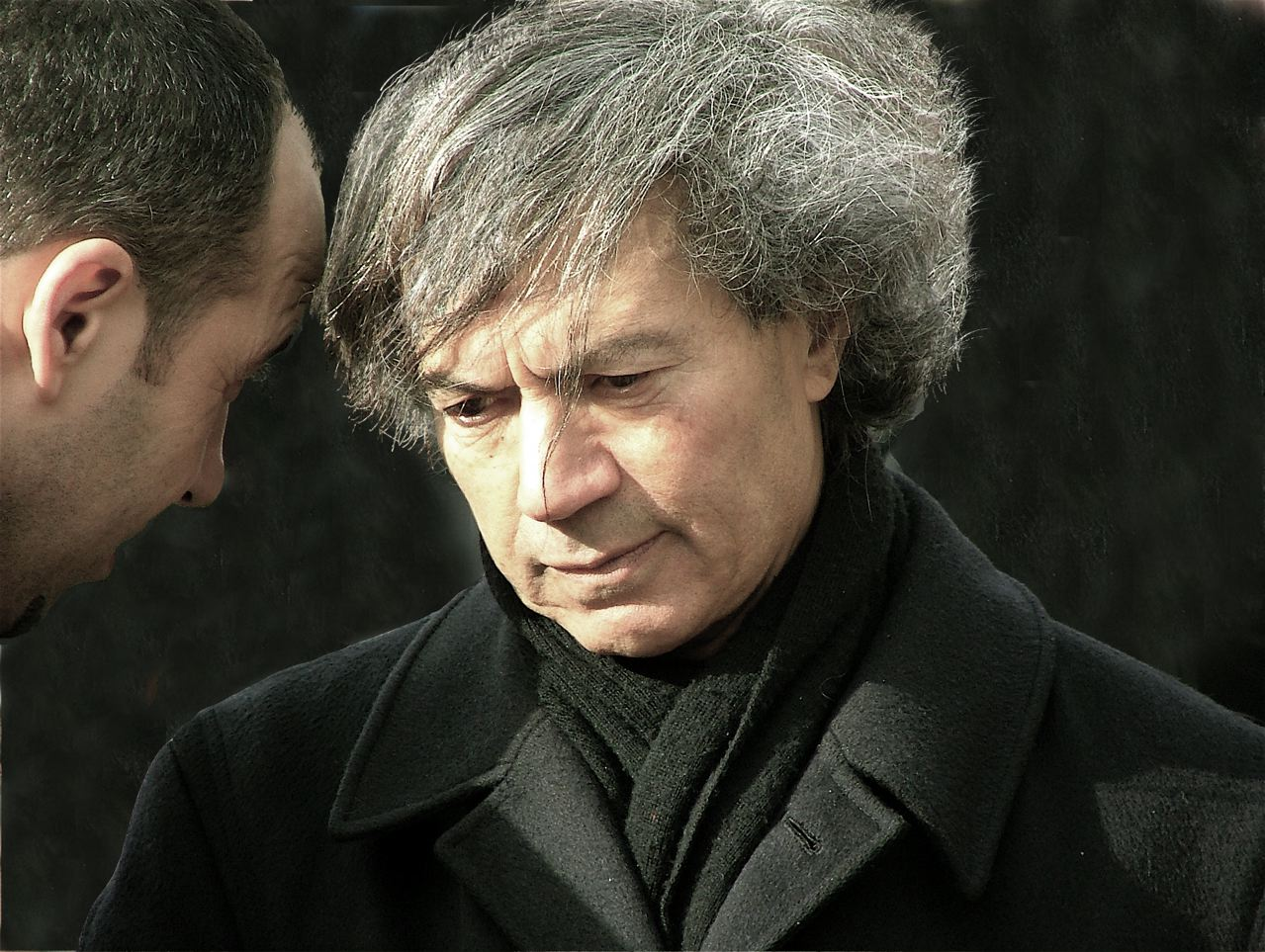
Mohamed Rabbae,
overleden in 2022

- 290 - Sima Yan (54), keizer van het Chinese Keizerrijk
- 1102 - Stefanus I van Bourgondië (37), Graaf van Bourgondië en Graaf van Mâcon. Hij behoorde tot het huis Ivrea
- 1395 - Maria van Hongarije (~25), Hongaars koningin
- 1510 - Sandro Botticelli (64), Italiaans kunstschilder
- 1532 - Peter Sickinghe (~77), Noord-Nederlands politicus
- 1592 - Paschalis Baylon (52), Spaans heilige en Franciscaans broeder
- 1803 - Karel Willem van Nassau-Usingen (67), vorst van Nassau-Usingen
- 1838 - Charles-Maurice de Talleyrand (84), Frans diplomaat
- 1888 - Frederik Jacob Willem van Pallandt van Keppel (62), Nederlands politicus
- 1908 - Henri François Rikken (44), Surinaams prozaschrijver
- 1927 - Emiel-Jan Seghers (71), Belgisch bisschop van Gent
- 1934 - Paul Pömpner (41), Duits voetballer
- 1935 - Paul Dukas (69), Frans componist
- 1936 - Joannes Jansen (68), Nederlands aartsbisschop van Utrecht
- 1950 - Friedrich Gerhard (65), Duits ruiter
- 1959 - Jerry Unser (26), Amerikaans autocoureur
- 1961 - Frans Van Cauwelaert (81), Belgisch politicus
- 1986 - Ljoedmila Pachomova (39), Russisch kunstschaatsster
- 1986 - Herma Szabo (84), Oostenrijks kunstschaatsster
- 1991 - G. Evelyn Hutchinson (88), Brits-Amerikaans zoöloog en ecoloog
- 1992 - Lawrence Welk (89), Amerikaans accordeonist, orkestleider, presentator en musicus
- 1993 - Harry Elstrøm (85), Duits Belgisch beeldhouwer, medailleur, tekenaar, schilder
- 1994 - Arie Berends (80), Nederlands politicus
- 1994 - Irène Hamoir (87), Belgisch romanschrijfster en dichteres
- 1994 - Desi Polanen (81), Surinaams politicus, tandarts en diplomaat
- 1995 - Kurt Vangompel (21), Belgisch voetballer
- 1995 - Leonid Volkov (60), Russisch ijshockeyer
- 1996 - Scott Brayton (37), Amerikaans autocoureur
- 1996 - Alexandrine Fontaine-Borguet (91), Belgisch volksvertegenwoordiger
- 1997 - Kamlabai Gokhale (96), Indiaas actrice
- 2002 - Ladislao Kubala (74), Hongaars voetballer
- 2004 - Willem Endstra (51), Nederlands vastgoedmagnaat
- 2004 - Jørgen Nash (84), Deens kunstenaar
- 2004 - Tony Randall (84), Amerikaans acteur
- 2004 - Enrique Zobel (77), Filipijns zakenman
- 2005 - Pieter Andriessen (62), Belgisch musicoloog
- 2005 - Luc-Peter Crombé (85), Belgisch kunstschilder
- 2005 - Piero Dorazio (77), Italiaans kunstschilder
- 2007 - Lloyd Alexander (83), Amerikaans (kinderboeken)schrijver
- 2009 - Mario Benedetti (88), Uruguayaans schrijver, dichter, journalist en criticus
- 2009 - Zulma De Nijs (96), echtgenote en muze van de Belgische kunstschilder Roger Raveel
- 2010 - Yvonne Loriod (86), Frans pianiste
- 2010 - Rafael Nantes (53), Filipijns politicus
- 2010 - Bobbejaan Schoepen (85), Belgisch zanger, gitarist, acteur en pretparkdirecteur
- 2010 - Fritz Sennheiser (98), Duits elektrotechnicus en oprichter van het familiebedrijf Sennheiser Electronic
- 2010 - Walasse Ting (80), Chinees-Amerikaans kunstschilder
- 2011 - Joseph Galibardy (96), Indiaas hockeyer
- 2012 - Warda Al-Jazairia (72), Algerijns zangeres en actrice
- 2012 - Gideon Ezra (74), Israëlisch politicus
- 2012 - Patrick Mafisango (32), Rwandees voetballer
- 2012 - Donna Summer (63), Amerikaans zangeres, songwriter en artieste
- 2013 - Philippe Gaumont (40), Frans wielrenner
- 2013 - Elijah Harper (64), Canadees politicus
- 2013 - Jérôme Reehuis (73), Nederlands acteur
- 2013 - Ken Venturi (82), Amerikaans golfer
- 2013 - Jorge Videla (87), Argentijns president
- 2014 - Gerald Edelman (84), Amerikaans bioloog
- 2017 - Annie Brouwer-Korf (70), Nederlands burgemeester
- 2017 - Viktor Gorbatko (82), Russisch ruimtevaarder
- 2018 - Inger Brattström (97), Zweeds schrijfster
- 2018 - Nicole Fontaine (76), Frans politicus
- 2018 - Jürgen Marcus (69), Duits schlagerzanger
- 2019 - Karel ten Haaf (57), Nederlands dichter en schrijver
- 2019 - Neville Lederle (80), Zuid-Afrikaans autocoureur
- 2019 - Herman Wouk (103), Amerikaans schrijver
- 2020 - José Cutileiro (85), Portugees diplomaat
- 2020 - Hans-Joachim Gelberg (89), Duits schrijver en uitgever
- 2020 - Leon Gordenker (96), Amerikaans-Nederlands hoogleraar en auteur
- 2021 - Magdeleine Willame-Boonen (80), Belgisch politica en senator
- 2022 - Jacques Claes (92), Belgisch hoogleraar
- 2022 - Mohamed Rabbae (81), Marokkaans-Nederlands politicus en activist
- 2022 - Marnie Schulenburg (37), Amerikaans actrice
- 2022 - Vangelis (Evanghelos Papathanasiou) (79), Grieks componist en muzikant en multi-instrumentalist
- 2023 - Eldridge Wayne Coleman (Superstar Billy Graham) (79), Amerikaans professioneel worstelaar
- 2023 - Dinmuxamed Ulısbajev (24), Kazachs wielrenner
- 2024 - Mark Wells (66), Amerikaans ijshockeyer

## Viering/herdenking
- Noorwegen - Nationale feestdag
- Werelddag voor telecommunicatie

Nationale feestdag Noorwegen

- Internationale Dag tegen Homofobie en Transfobie
- Rooms-katholieke kalender:
  - Heilige Paschal(is) Baylon († 1592)
  - Heilige Dietmar (van Neumünster) († 1152)
  - Heilige Giulia Salzano († 1929)

## Weerextremen

### Nederland
| | Officiële records | Officiële records | Officiële records |      | Landelijke records | Landelijke records | Landelijke records      |
| Gebeurtenis | Jaar              | Extreem           | Locatie           | Jaar | Extreem            | Locatie            |                         |
| --- | ----------------- | ----------------- | ----------------- | ---- | ------------------ | ------------------ | ----------------------- |
| Laagste etmaalgemiddelde temperatuur (°C) | 1935              | 5,0               | De Bilt           |      | 1923, 1935         | 4,5                | Maastricht              |
| Hoogste etmaalgemiddelde temperatuur (°C) | 2017              | 22,3              | De Bilt           |      | 2017               | 23,9               | Eindhoven               |
| Laagste minimumtemperatuur (°C) | 1935              | −1,7              | De Bilt           |      | 1935               | −1,8               | Eelde                   |
| Hoogste minimumtemperatuur (°C) | 1997              | 15,6              | De Bilt           |      | 1918               | 18,4               | Vlissingen              |
| Laagste maximumtemperatuur (°C) | 1972              | 9,4               | De Bilt           |      | 1972               | 6,9                | Maastricht              |
| Hoogste maximumtemperatuur (°C) | 2017              | 28,4              | De Bilt           |      | 2017               | 31,0               | Ell, Hoek van Holland   |
| Hoogste uurgemiddelde windsnelheid (m/s) | 1926              | 12,3              | De Bilt           |      | 2001               | 21,0               | IJmuiden                |
| Hoogste windstoot (m/s) | 2001              | 20,0              | De Bilt           |      | 2001               | 29,0               | IJmuiden                |
| Langste zonneschijnduur (uur) | 1998              | 14,8              | De Bilt           |      | 1973 1998          | 15,0               | Eelde Eelde, Lauwersoog |
| Langste neerslagduur (uur) | 1972              | 15,1              | De Bilt           |      | 2024               | 23,9               | Gilze-Rijen             |
| Hoogste etmaalsom van de neerslag (mm) | 1955              | 21,6              | De Bilt           |      | 2008               | 30,7               | Arcen                   |
| Laagste etmaalgemiddelde relatieve vochtigheid (%) | 1905              | 45                | De Bilt           |      | 1973               | 43                 | Eindhoven               |
| Laagste uurwaarde luchtdruk op zeeniveau (hPa) | 1902              | 991,2             | De Bilt           |      | 1902               | 991,2              | De Bilt                 |
| Hoogste uurwaarde luchtdruk op zeeniveau (hPa) | 1943              | 1038,0            | De Bilt           |      | 1943               | 1038,2             | Vlissingen              |
| Officiële records worden altijd gemeten op het KNMI-weerstation in De Bilt. Landelijke records kunnen worden gemeten op elk officieel KNMI-weerstation in Nederland. |                   |                   |                   |      |                    |                    |                         |

Uitzonderlijke gebeurtenissen
- 2024 - Landelijk langste neerslagduur in uren van het jaar gemeten in Gilze-Rijen: 23,9 (voorlopig)
- 2024 - Landelijk langste neerslagduur in uren van mei dit jaar gemeten in Gilze-Rijen: 23,9 (voorlopig)

### België
Dagrecords
- 1891 - Laagste etmaalgemiddelde temperatuur 4,6 °C
- 1925 - Hoogste etmaalgemiddelde temperatuur 22,4 °C
- 1891 - Laagste minimumtemperatuur 1,6 °C
- 1945 - Hoogste maximumtemperatuur 28,5 °C
- 1903 - Hoogste etmaalsom van de neerslag 12,5 mm

Uitzonderlijke gebeurtenissen
- 1923 - Sneeuw in de streek rond Stavelot
- 1955 - Tornado in de streek tussen Aalst en Oudenaarde met schade op verschillende plaatsen
- 1997 - 102 mm neerslag in Mürringen (Büllingen)
- 2012 - Lage minimumtemperaturen tot –4,4°C in Elsenborn (Bütchenbach)

<< · 1 · 2 · 3 · 4 · 5 · 6 · 7 · 8 · 9 · 10 · 11 · 12 · 13 · 14 · 15 · 16 · 17 · 18 · 19 · 20 · 21 · 22 · 23 · 24 · 25 · 26 · 27 · 28 · 29 · 30 · 31 · >>